# Poeciliopsis lucida
Poeciliopsis lucida är en fiskart som beskrevs av Miller, 1960. Poeciliopsis lucida ingår i släktet Poeciliopsis och familjen Poeciliidae. Inga underarter finns listade i Catalogue of Life.